# Garissa (condado)
Garissa é um condado do Quênia situado na antiga província Central. Tem como capital a cidade de Garissa. De acordo com o censo de 2019, havia 841 353 habitantes. Possui 44 736 quilômetros quadrados de área.